# Rolf (skib, 1882)
 For alternative betydninger, se Rolf. (Se også artikler, som begynder med Rolf)
Den svenske torpedobåd Rolf blev søsat i 1880 og gjorde tjeneste i den svenske marine fra 1882. Båden betragtes som den første "rigtige" svenske topedobåd, og den gjorde under forskellige navne tjeneste indtil 1919.

## Baggrund og design
Rolf blev den første svenske torpedobåd, der fra starten var udstyret med selvbevægelige torpedoer fra Whitehead. I dimensioner og konstruktion mindede den meget om den danske Torpedobaad Nr. 4, bygget i England i 1879, men med den forskel, at svenskerne byggede skibet på deres eget flådeværft, Örlogsvarvet i Stockholm. Rolf blev søsat i 1880 og var færdig i 1882. Lige som den danske båd havde den et fast torpedoapparat i stævnen til 35 cm torpedoer. Tidligt i karrieren blev den forsynet med en 25 mm dobbeltløbet mitrailleuse fra Nordenfeldt ("kulspruta" M/84). Maskineriet var en tocylindret Woolf to-gangs dampmaskine ("compound") på 350 indikerede hestekræfter.

## Tjeneste
Rolf indgik i den svenske flåde i oktober 1882. I 1887 skiftede den navn til Blink, fordi Norge og Sverige, der var i personalunion, havde besluttet at dele alfabetet imellem sig, hvad torpedobåde angik, så Sverige fik "A"-"N" og Norge resten. Ved navneskiftet i 1887 fik båden også et nummer, 61. I 1903 ophørte tjenesten som torpedobåd, idet stævnapparatet blev fjernet, og mitrailleusen blev udskiftet med en 37 mm kanon M/98B. Herefter fungerede den som patruljebåd ("bevakningsbåt") med betegnelsen B 6. I 1910 skiftede den betegnelse igen, til Vedettbåten n:r 6 (V 6). Udgik af flådelisten i 1919 og blev ophugget i 1921.